# یگووونگک
یگووونگک (به لاتین: Jegłownik) یک روستا در لهستان است که در گمینا گرونووو البلانسکیه واقع شده‌است. یگووونگک ۱٬۰۰۰ نفر جمعیت دارد.